# Прибір'я
Прибір'я (біл. вёска Приборье) — село в складі Смолевицького району Мінської області, Білорусь. Село підпорядковане Жодинській сільській раді, розташоване в центральній частині області.